# Peníze jako dluh
Peníze jako dluh (v anglickém originále Money as Debt) animovaný dokumentární film kanadského umělce a filmaře Paula Grignona o monetárních systémech praktikovaných skrze moderní bankovnictví. Film prezentuje Grignonův pohled na proces vytváření peněz bankami a jeho historické pozadí; a varování, že podle něj povede k nestabilitě.
Trvá 47 minut, vyrobilo ho Moonfire Studio a namluvil ho Bob Bossin.
Nápad na dokument vznikal v roce 2002 coby úvod k pětihodinovému videu zadaného skupinu United Financial Consumers; v té době vznikla i jedna z hlavních částí zvaná The Goldsmith's Tale (Pohádka o zlatníkovi). Money as Debt vznikl v roce 2006 a později následovaly Money as Debt II (2009) a Money as Debt III: Evolution Beyond Money (2011).